# Jelisaweta Petrowna Bagrjanzewa
Jelisaweta Petrowna Bagrjanzewa (russisch Елизавета Петровна Багрянцева; * 27. August 1929 in Ussolje-Sibirskoje; † 24. Januar 1996) war eine sowjetische Leichtathletin, die sich auf den Diskuswurf spezialisiert hatte.
Die 1,70 m große und 76 kg schwere Bagrjanzewa startete für Iskra Moskau. Bei den Olympischen Spielen 1952 in Helsinki gewann sie mit einer Weite von 47,08 m die Silbermedaille im Diskuswurf. Nina Romaschkowa (51,42 m) und Nina Dumbadse (46,29 m) komplettierten den sowjetischen Dreifachtriumph.